# Jastrzębie (gmina w guberni siedleckiej)
Jastrzębie  – dawna gmina wiejska na Lubelszczyźnie. Siedzibą władz gminy było Jastrzębie (późniejsza nazwa to Śmiary).
Gmina Jastrzębie była jedną z 17 gmin wiejskich powiatu siedleckiego guberni siedleckiej. Jednostka należała do sądu gminnego okręgu IV w Wiszniewie. W jej skład wchodziły wsie Daćbogi, Łupiny, Mroczki, Pluty, Tworki i Śmiary. Gmina miała 6283 mórg obszaru i liczyła 1312 mieszkańców (1867 rok). 
Brak informacji czy gmina Jastrzębie weszła w skład woj. lubelskiego w 1919 roku, czy też została zniesiona przed przejściem jej obszaru pod zwierzchnictwo polskie. W publikacjach z 1933 roku obszar zniesionej gminy Jastrzębie wchodzi już w skład gminy Domanice z siedzibą w Domanicach.